# Vicia fairchildiana
Vicia fairchildiana är en ärtväxtart som beskrevs av René Charles Maire. Vicia fairchildiana ingår i släktet vickrar, och familjen ärtväxter. Inga underarter finns listade i Catalogue of Life.